# ژیلبرتو مندس

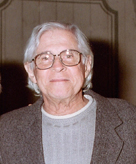
ژیلبرتو مندس

ژیلبرتو مندس (پرتغالی: Gilberto Mendes؛ ۱۹۲۲ – ۲۰۱۶) یک آهنگساز، استاد دانشگاه و رهبر ارکستر اهل برزیل بوده است.
او دانش‌آموختهٔ «هنرستان موسیقی سانتوس» و بعدها در دارمشتات از شاگردان پیر بولز و کارل هاینز اشتوکهاوزن شد.
وی در سال‌های اخیر استاد رشته موسیقی در دانشگاه ویسکانسین-مدیسن و دانشگاه تگزاس در آستین  و همچنین شهر سائو پائولو بوده است.